# Merchtem
Merchtem è un comune situato nella provincia belga del Brabante Fiammingo. Il comune comprende le frazioni di Brussegem, Hamme, Ossel, Peizegem e Merchtem. Il 9 luglio 2009 Merchtem aveva una popolazione di 15.298. La superficie totale è di 36,72 km² e ha una densità abitativa di 416 abitanti per km².

## Toponomastica
Il nome si è probabilmente evoluto negli anni. Da Martinas (1040), Martines (1117), Marcines (1148), Mercten (1150), Merenthen (1186), Merchten (1218).

## Società

### Tradizioni e folclore

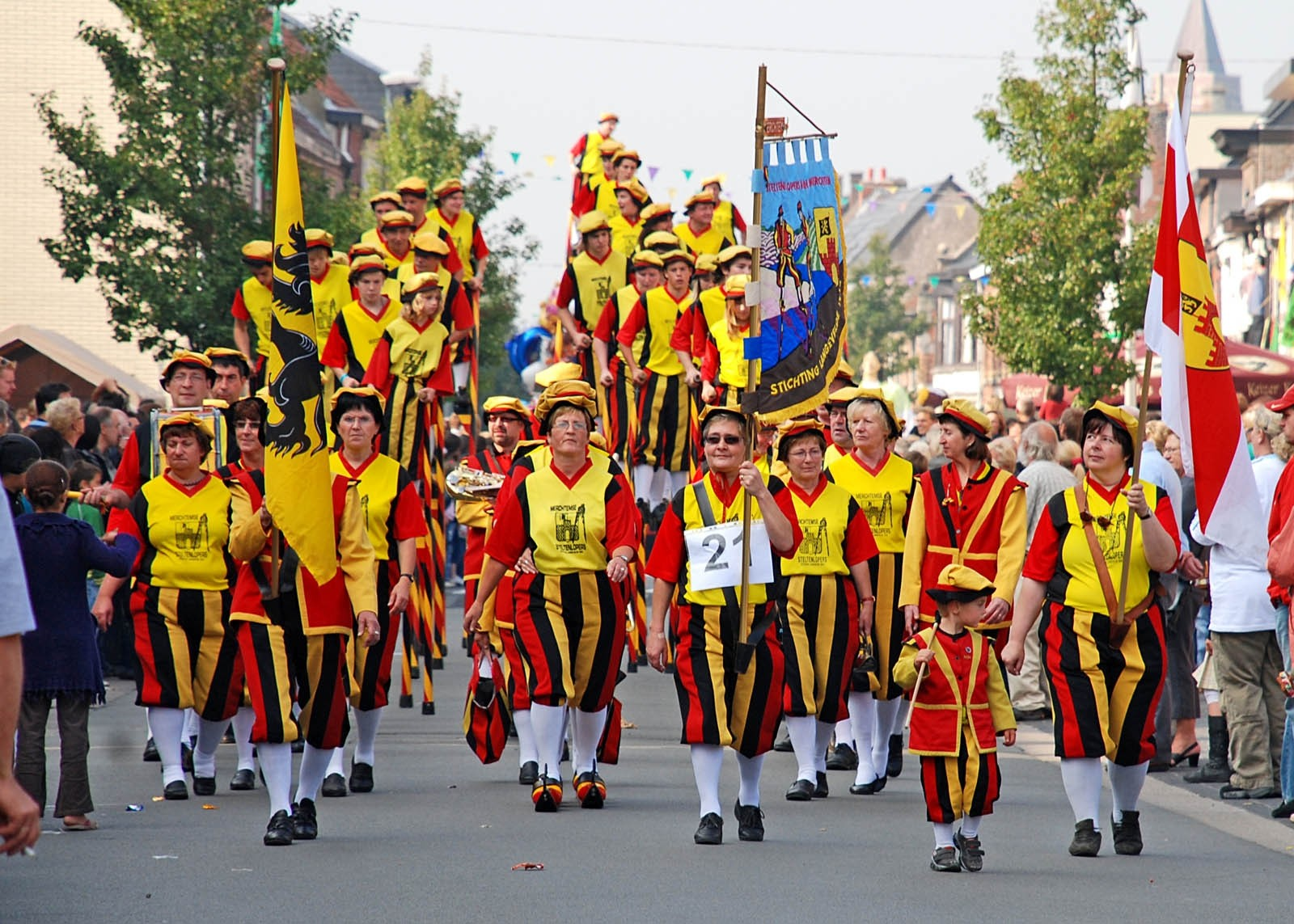
I Steltenlopers di Merchtem

Merchtem è noto per 'de steltenlopers', che sono delle persone che camminano su dei trampoli (fino a diversi metri dal suolo).Dopo una lotta interna, il gruppo è diviso in due parti, 'Stichting Langevelde' e 'Stichting Jan Vaderhasselt'. Sono nati con le forti precipitazioni che allagano la parte del comune di Langevelde al fine di raggiungere il centro, e le persone usavano dei bastoni per camminare.

## Tensioni linguistiche
Il 24 ottobre 2005, il comune ha tentato di fare vietare i cartelli ed affissioni in altre lingue oltre l'olandese sul mercato comunale; un'aggiunta mira a fare rispettare il carattere fiammingo del comune sul mercato pubblico ed a vietare l'insieme delle promozioni e degli slogan emesse dai commercianti ambulanti in una lingua oltre l'olandese, è stato aggiunto al regolamento comunale di ordine interiore. Marino Keulen, allora ministro fiammingo degli affari interiori, giudica la misura non conforme alla legge, ha sospeso il decreto che non è stato dunque mai applicato. Nell'agosto 2006, il consiglio comunale di Merchtem, presidente dal borgomastro della città, Eddie Di Block, membro del partito liberale fiammingo VLD, ha fatto vietare l'uso di tutta altra lingua che l'olandese a scuola tra affini, insegnanti e anche tra ragazzi. Ha giustificato questo decreto ricordando che le scuole comunali si trovano nel territorio fiammingo, l'insegnamento è sovvenzionato per la Comunità fiamminga del Belgio.

## Economia
Nel comune si trova la vecchia Brouwerij Ginder-Ale . La vista sul villaggio di Merchtem è caratterizzata dagli edifici della birreria, che ora sono stati trasformati in loft.